# Осман (лунный кратер)

Кратер Осман (латынь, тур. Osman) — маленький ударный кратер на видимой стороне Луны входящий в состав цепочки кратеров Дэви на восточной окраине моря Облаков. Название дано по турецкому мужскому имени, утверждено Международным астрономическим союзом в 1976 г.

## Описание кратера

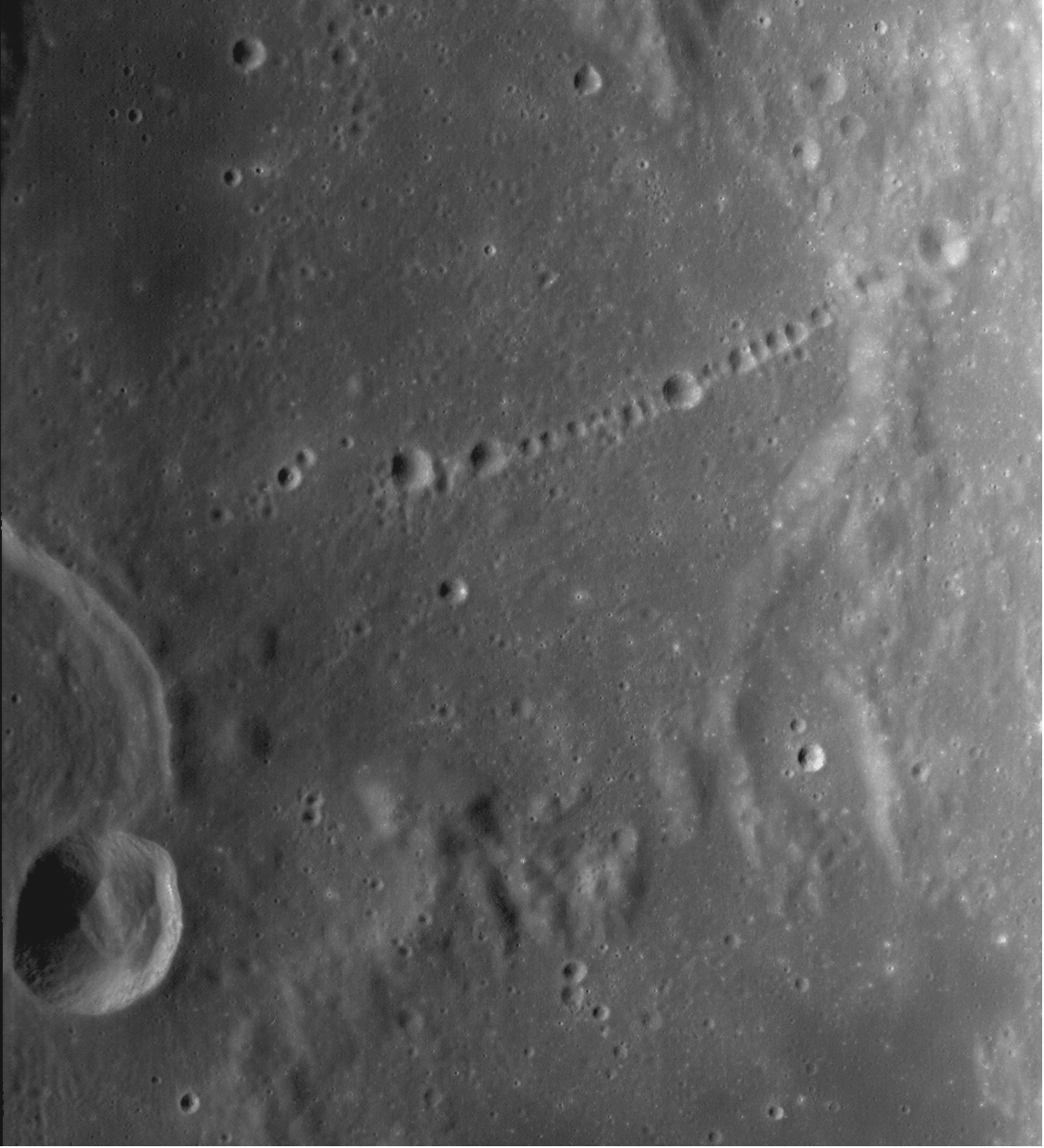
Цепочка кратеров Дэви - снимок зонда Lunar Reconnaissance Orbiter.

В цепочку кратеров Дэви входят также кратеры Алан, Делия, Присцилла, Сузан и Гарольд. Кроме этого ближайшими соседями кратера являются кратер Пализа на севере; кратер Птолемей на северо-востоке; кратер Альфонс на юго-востоке; кратер Дэви на юго-западе. Селенографические координаты центра кратера 10°59′ ю. ш. 6°15′ з. д. / 10,98° ю. ш. 6,25° з. д., диаметр 1,8 км, глубина 0,36 км.
Кратер имеет правильную циркулярную чашеобразную форму. Северо-восточный участок вала спрямлен соседним импактом. Высота вала над окружающей местностью составляет 70 м, объем кратера приблизительно 0,32 км³.

## Сателлитные кратеры
Отсутствуют.

## См.также
- Список кратеров на Луне
- Лунный кратер
- Морфологический каталог кратеров Луны
- Планетная номенклатура
- Селенография
- Минералогия Луны
- Геология Луны
- Поздняя тяжёлая бомбардировка